# Maximilian din Antiohia
Maximilian din Antiohia a fost un martir creștin în timpul lui Constanțiu al II-lea care a fost martirizat din porunca lui Iulian Apostatul. A murit în cca. 353. Pomenirea lui are loc la 21 august.
Maximilian era un soldat care a fost martirizat în Antiohia, în ianuarie 353, împreună cu colegul său Bonosus din cohorta herculeană. Aceștia erau purtători de stindard și, în această calitate, au refuzat să elimine de pe acesta monograma lui Isus Cristos așa cum poruncise Iulian Apostatul. Iulian, unchiul împăratului Constanțiu al II-lea, le-a poruncit să înlocuiască monograma lui Isus Cristos cu imagini de idoli, și, după refuzul acestora, i-a torturat și i-a decapitat. Unele calendare îi pomenesc pe 21 august, în timp ce câteva martirologii au considerat că moartea lor a avut loc la 21 septembrie, aceasta fiind desemnată ca zi a martiriului celor doi soldați.